# Tropidonotacris amabilis
Tropidonotacris amabilis är en insektsart som beskrevs av David R. Ragge 1957. Tropidonotacris amabilis ingår i släktet Tropidonotacris och familjen vårtbitare. Inga underarter finns listade i Catalogue of Life.